# NGC 2619
NGC 2619 est une vaste galaxie spirale barrée située dans la constellation du Cancer. NGC 2619 a été découverte par l'astronome germano-britannique William Herschel en 1785.

## Caractéristiques
La classe de luminosité de NGC 2619 est II-III et elle présente une large raie HI. De plus, c'est une galaxie du champ, c'est-à-dire qu'elle n'appartient pas à un amas ou un groupe et qu'elle est donc gravitationnellement isolée. Selon la base de données Simbad, NGC 2619 est une galaxie active de type Seyfert 2.

### Distance
Sa vitesse par rapport au fond diffus cosmologique est de 3 708 ± 16 km/s, ce qui correspond à une distance de Hubble de 54,7 ± 3,8 Mpc (∼178 millions d'al).
À ce jour, sept mesures non basées sur le décalage vers le rouge (redshift) donnent une distance de 56,000 ± 10,336 Mpc (∼183 millions d'al), ce qui est à l'intérieur des valeurs de la distance de Hubble.

### Classification
La base de données NASA/IPAC indique que NGC 2619 est une spirale ordinaire (Sbc), mais l'image prise dans le cadre de l'étude SDSS montre assez nettement la présence d'une barre qui traverse le noyau de la galaxie.